# Steffen Roth (Musiker)

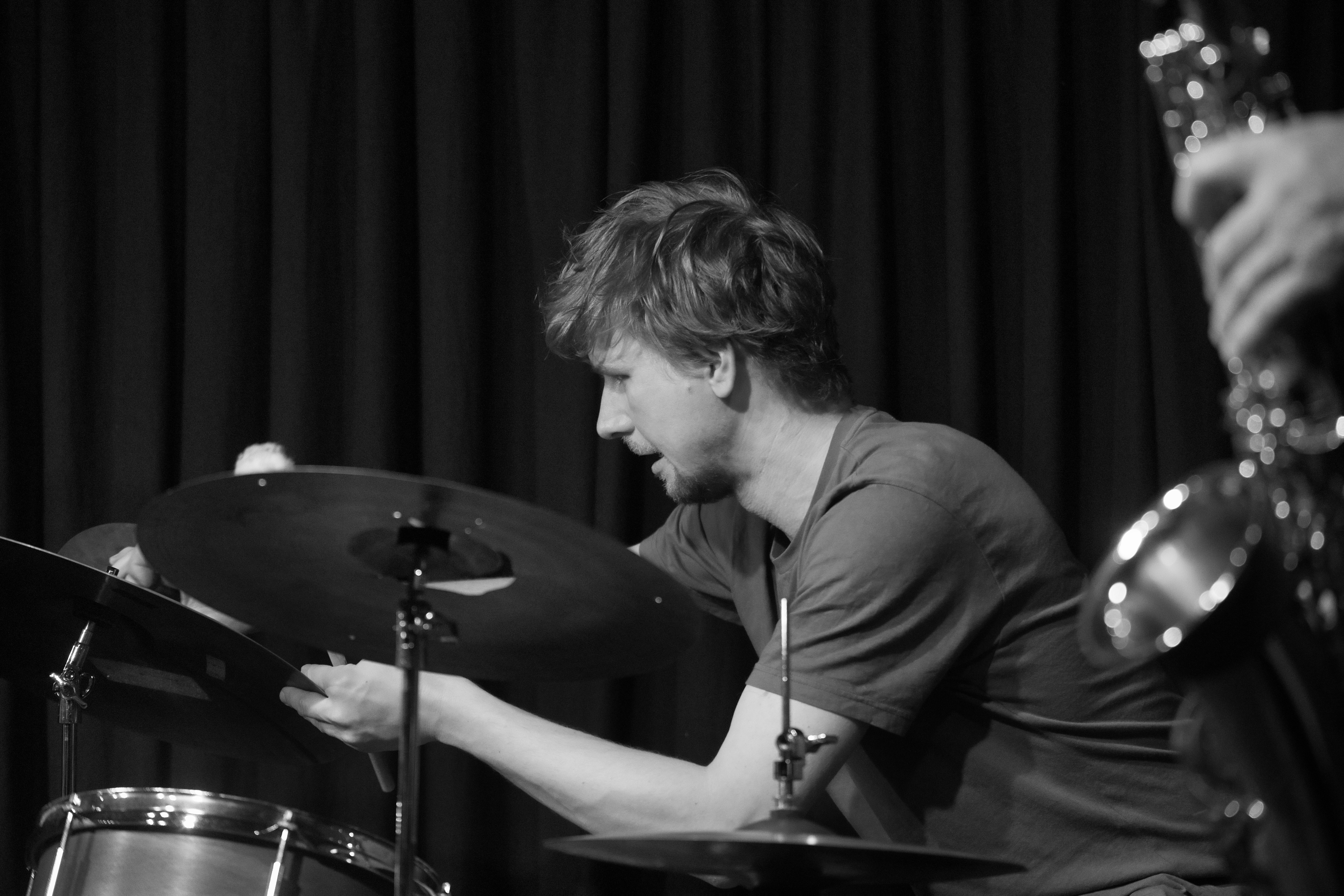
Steffen Roth mit Motusneu im club W71, 2024

Steffen Roth (* 25. Juni 1989 in Kleve) ist ein deutscher Jazz- und Improvisationsmusiker (Schlagzeug).
Roth studierte an der Hochschule für Musik Dresden bei Günter Baby Sommer. Von 2013 bis 2020 gehörte er zum Trio der Pianistin Julia Kadel, mit dem drei Alben für Blue Note bzw. MPS entstanden. Mit dem Gitarristen Konni Behrendt und dem Saxophonisten Mark Weschenfelder bildete er das Trio Palawa. 2017 veröffentlichte er sein Soloalbum Kalbe/Milde.
Seit 2016 lebt Steffen Roth in Leipzig und arbeitet dort mit Musikern wie Bruno Angeloni (Saxophon), Alwin Weber (Electronics) oder Johannes von Buttlar (Schlagzeug). Mit Bruno Angeloni und Stephan Deller bildete er sein Trio Motusneu, das 2025 mit dem Jutta-Hipp-Preis in der Kategorie Improvisation ausgezeichnet wurde.

## Diskographische Hinweise
- Julia Kadel Trio: Im Vertrauen (Blue Note 2014, mit Karl-Erik Enkelmann)
- Palawa: Lichtexzesse (Creative Sources 2016)
- Michal Skulski, Jonas Gerigk, Steffen Roth: Landgang (fixcel records 2017)
- Bruno Angeloni, Steffen Roth: Spirale (jazzwerkstatt 2019)
- Julia Kadel Trio: Kaskaden (MPS 2019, mit Karl-Erik Enkelmann)
- Prozessor: NBPI (Ana Ott 2022, mit Alwin Weber, Bruno Angeloni)
- Steffen Roth, Konni Behrendt: Geduldig (Ana Ott 2022)
- Motusneu: Ospedale (Boomslang Records 2023, mit Stephan Deller und Bruno Angeloni)
- Motusneu & Steve Swell: War der Clown gar nicht echt? (Boomslang 2025, mit Bruno Angeloni, Stephan Deller)[4]